# Belgische kampioenschappen indoor atletiek 2002
In 2002 werden de Belgische kampioenschappen indoor atletiek Alle Categorieën gehouden op zondag 17 februari in Gent. Op deze kampioenschappen werden twee Belgische records verbroken. Fatiha Baouf bracht het twaalf jaar oude record op de 1500 m van Tania Merchiers naar 4.16,09. Irina Dufour verbeterde haar eigen record polsstokhoogspringen naar 3,95 m. Cédric Van Branteghem op de 400 m, Tom Omey op de 800 m en Jurgen Vandewiele op de 1500 m liepen het minimum voor deelname aan de Europese kampioenschappen indoor in Wenen.

## Uitslagen

### 60 m
| rang   | atleet                    | prestatie |
| ------ | ------------------------- | --------- |
| Goud   | Nathan Bongelo Bongelemba | 6,68 s    |
| Zilver | Anthony Ferro             | 6,79 s    |
| Brons  | Olivier Sekanyambo Ilunga | 6,81 s    |

| rang   | atlete            | prestatie |
| ------ | ----------------- | --------- |
| Goud   | Kim Gevaert       | 7,25 s    |
| Zilver | Katleen De Caluwé | 7,30 s    |
| Brons  | Nancy Callaerts   | 7,49 s    |

### 200 m
| rang   | atleet              | prestatie |
| ------ | ------------------- | --------- |
| Goud   | Anthony Ferro       | 21,21 s   |
| Zilver | Lino Vandoorne      | 21,72 s   |
| Brons  | Pieter-Jan Vereecke | 21,77 s   |

| rang   | atlete          | prestatie |
| ------ | --------------- | --------- |
| Goud   | Els De Groote   | 24,73 s   |
| Zilver | Wendy Den Haeze | 24,94 s   |
| Brons  | Cindy Colman    | 25,14 s   |

### 400 m
| rang   | atleet                | prestatie |
| ------ | --------------------- | --------- |
| Goud   | Cédric Van Branteghem | 46,74 s   |
| Zilver | Stijn Verleyen        | 47,60 s   |
| Brons  | Gaspar Bosteels       | 48,88 s   |

| rang   | atlete            | prestatie |
| ------ | ----------------- | --------- |
| Goud   | Katleen Suys      | 57,36 s   |
| Zilver | Marleen Baggerman | 57,75 s   |
| Brons  | Sylvie Desmet     | 57,81 s   |

### 800 m
| rang   | atleet             | prestatie |
| ------ | ------------------ | --------- |
| Goud   | Tom Omey           | 1.47,85   |
| Zilver | Peter Van Mechelen | 1.54,25   |
| Brons  | Piet Desmet        | 1.54,26   |

| rang   | atlete          | prestatie |
| ------ | --------------- | --------- |
| Goud   | Mieke Geens     | 2.08,99   |
| Zilver | Chantal Morret  | 2.11,64   |
| Brons  | Ludivine Michel | 2.13,03   |

### 1500 m
| rang   | atleet            | prestatie |
| ------ | ----------------- | --------- |
| Goud   | Jurgen Vandewiele | 3.42,15   |
| Zilver | Matthieu Vandiest | 3.46,76   |
| Brons  | Monder Rizki      | 3.48,21   |

| rang   | atlete               | prestatie    |
| ------ | -------------------- | ------------ |
| Goud   | Fatiha Baouf         | 4.16,09 (NR) |
| Zilver | Helen Van Lysebetten | 4.23,37      |
| Brons  | Corinne Debaets      | 4.27,04      |

### 3000 m
| rang   | atleet            | prestatie |
| ------ | ----------------- | --------- |
| Goud   | Ridouane Es Saadi | 8.12,29   |
| Zilver | Aabid Ouamari     | 8.16,76   |
| Brons  | Nordine Amrani    | 8.19,52   |

### 60 m horden
| rang   | atleet            | prestatie |
| ------ | ----------------- | --------- |
| Goud   | Jonathan N'Senga  | 7,84 s    |
| Zilver | Koen Vangeneugden | 7,93 s    |
| Brons  | Piet Deveughele   | 7,94 s    |

| rang   | atlete           | prestatie |
| ------ | ---------------- | --------- |
| Goud   | Nadine Grouwels  | 8,31 s    |
| Zilver | Maryline Troonen | 8,48 s    |
| Brons  | Élodie Ouédraogo | 8,53 s    |

### Verspringen
| rang   | atleet         | prestatie |
| ------ | -------------- | --------- |
| Goud   | Gert Messiaen  | 7,64 m    |
| Zilver | Jan Guns       | 7,64 m    |
| Brons  | Kristof Beyens | 7,48 m    |

| rang   | atlete           | prestatie |
| ------ | ---------------- | --------- |
| Goud   | Sandra Swennen   | 6,05 m    |
| Zilver | Lien Huyghebaert | 5,94 m    |
| Brons  | Tia Hellebaut    | 5,86 m    |

### Hink-stap-springen
| rang   | atleet            | prestatie |
| ------ | ----------------- | --------- |
| Goud   | Michael Velter    | 16,10 m   |
| Zilver | Boris Jidovtseff  | 14,73 m   |
| Brons  | Frédéric Xhonneux | 14,23 m   |

| rang   | atlete                | prestatie |
| ------ | --------------------- | --------- |
| Goud   | Sandra Swennen        | 12,92 m   |
| Zilver | Lien Huyghebaert      | 12,26 m   |
| Brons  | Jessica Van de Steene | 12,05 m   |

### Hoogspringen
| rang   | atleet           | prestatie |
| ------ | ---------------- | --------- |
| Goud   | Patrick De Paepe | 2,15 m    |
| Zilver | Stijn Stroobants | 2,13 m    |
| Brons  | Timothy Hubert   | 2,10 m    |

| rang   | atlete             | prestatie |
| ------ | ------------------ | --------- |
| Goud   | Tia Hellebaut      | 1,77 m    |
| Zilver | Ellen Cochuyt      | 1,74 m    |
| Brons  | Liesbeth Sebrechts | 1,68 m    |

### Polsstokhoogspringen
| rang   | atleet         | prestatie |
| ------ | -------------- | --------- |
| Goud   | Thibaut Duval  | 5,60 m    |
| Zilver | Benoit Simonet | 5,25 m    |
| Brons  | Tom Jaspers    | 4,90 m    |

| rang   | atlete            | prestatie   |
| ------ | ----------------- | ----------- |
| Goud   | Irina Dufour      | 3,95 m (NR) |
| Zilver | Celine Lete       | 3,85 m      |
| Brons  | Liesbeth Van Roie | 3,85 m      |

### Kogelstoten
| rang   | atleet          | prestatie |
| ------ | --------------- | --------- |
| Goud   | Filip Eeckhout  | 16,29 m   |
| Zilver | Bart Pauwels    | 15,10 m   |
| Brons  | François Rausin | 15,05 m   |

| rang   | atlete           | prestatie |
| ------ | ---------------- | --------- |
| Goud   | Veerle Blondeel  | 15,67 m   |
| Zilver | Sophie Verlinden | 14,17 m   |
| Brons  | Irina Sustelo    | 13,16 m   |

1985 ·
1986 ·
1987 ·
1988 ·
1989 ·
1990 ·
1991 ·
1992 ·
1993 .
1994 ·
1995 .
1996 ·
1997 ·
1998 .
1999 ·
2000 .
2001 · 
2002 · 
2003 · 
2004 · 
2005 · 
2006 · 
2007 · 
2008 · 
2009 · 
2010 · 
2011 · 
2012 · 
2013 · 
2014 ·
2015 ·
2016 ·
2017 ·
2018 ·
2019 ·
2020 ·
2021 ·
2022 ·
2023 ·
2024 ·
2025